# Moisés
Moisés ist ein männlicher Vorname.

## Herkunft und Bedeutung
Moisés ist die spanische und portugiesische Form von Moses. Außerhalb des spanischen bzw. portugiesischen Sprachraums tritt der Name gelegentlich in der Form Moises sowie als katalanischer Name in der Form Moisès auf.

## Namensträger

### Form Moisés
- Moisés Aldape (* 1981), mexikanischer Radrennfahrer
- Moisés Arias (* 1994), US-amerikanischer Schauspieler und Fotograf
- Moisés Avelino (* 1940), brasilianischer Arzt, Geschäftsmann und Politiker
- Moisés Behar (1922–2015), guatemaltekischer Arzt
- Moisés Julio Blanchoud (1923–2016), argentinischer katholischer Bischof
- Moisés Camacho (* 1947), mexikanischer Fußballspieler
- Moisés Caicedo (* 2001), ecuadorianischer Fußballspieler
- Moisés Carmona (1912–1991), mexikanischer katholischer Bischof
- Emerson Moisés Costa (* 1972), brasilianischer Fußballspieler
- Moisés Dueñas (* 1981), spanischer Radrennfahrer
- Moisés Fuentes (1985–2022), mexikanischer Boxer
- Moi Gómez (* 1994), spanischer Fußballspieler
- Moisés Hurtado (* 1981), spanischer Fußballspieler
- Moisés Jinich (1927–2015), mexikanischer Fußballspieler
- Moisés Kaufman (* 1963), venezolanischer Dramatiker und Filmregisseur
- Moisés López (* 1940), mexikanischer Radsportler
- Samora Moisés Machel (1933–1986), Präsident der Volksrepublik Mosambik (1975–1986)
- Moisés Lima Magalhães (* 1988), brasilianischer Fußballspieler
- Moisés Mayordomo (* 1966), spanischer evangelischer Theologe und Hochschullehrer für Neues Testament
- Moisés Moleiro (Komponist) (1904–1979), venezolanischer Komponist und Pianist
- Moisés Moleiro (Historiker) (1937–2002), venezolanischer Historiker, Philosoph und Politiker
- Moisés Muñoz (* 1980), mexikanischer Fußballspieler
- Moisés Naím (* 1952), venezolanischer Journalist und Politiker
- Moisés Augusto Rocha (* 1927), portugiesischer Catcher
- Moisés P. Sánchez (* 1979), spanischer Jazz- und Fusionmusiker
- Moisés Solana (1935–1969), mexikanischer Automobilrennfahrer

### Form Moises
- Moises Hernandez (* 1992), guatemaltekisch-US-amerikanischer Fußballspieler
- Moises dos Santos Cesar (* 1983), brasilianischer Volleyballspieler

### Form Moisès
- Moisès Broggi (1908–2012), katalanischer Arzt und Pazifist